# Sarcophaga flaviceps
Sarcophaga flaviceps är en tvåvingeart som först beskrevs av Macquart 1843.  Sarcophaga flaviceps ingår i släktet Sarcophaga och familjen köttflugor. Inga underarter finns listade i Catalogue of Life.